# 18-й гвардійський винищувальний авіаційний полк (СРСР)

18-й гвардійський винищувальний авіаційний Вітебський двічі Червонопрапорний ордена Суворова 2-го ступеня полк (18-й гвап) — військова частина, авіаційний полк у складі ВПС СРСР часів Другої світової війни.

## Історія створення і бойовий шлях
На підставі наказу ВПС Особливої Червонопрапорної Далекосхідної армії від 19 червня 1938 року в Хабаровську був сформований 6-й винищувальний авіаційний полк.
Станом на червень 1941 року 6-й вап у складі чотирьох ескадрилей, що базувався у селі Гаровка поблизу Хабаровська, мав на озброєнні винищувачі І-16 та І-15 біс.
У липні 1941 року полк був перекинутий на Північно-Західний фронт. Базуючись у Борисоглєбську Воронезької області, полк протягом липня був розділений на два полки по 32 винищувачі в кожному. При цьому обидва полки мали однакову нумерацію — 6-й вап. Один з них був переданий до складу військ ППО і ніс бойове чергування по прикриттю Харкова (згодом перетворений у 149-й гвап).
Інший 6-й вап відбув під Новгород і 24 липня 1941 року вступив у бій в районі Новгорода і Старої Русси. Згодом полк бився на дальніх підступах до Ленінграда, а в грудні 1941 року — на лівому крилі Калінінського фронту, у битві за Москву.
На підставі наказу НКО СРСР від 07.03.1942 року № 70 «за виявлену відвагу в боях за Вітчизну з німецько-фашистськими загарбниками, за стійкість, мужність, дисципліну і організованість особового складу», 6-й винищувальний авіаційний полк був переформований у 18-й гвардійський винищувальний авіаційний полк.
Протягом 1942 року двічі виводився на переформування і переоснащення на винищувачі Як-1 та Як-7б відповідно.
Всього за роки німецько-радянської війни льотчики полку здійснили 12638 бойових вильотів, провели 940 повітряних боїв, збили 427 літаків супротивника в небі і понад 30 знищили на землі. В результаті штурмових ударів льотчики полку винищили багато танків, автомашин, артилерійських батарей. Втрати полку — 49 льотчиків. Під час бомбардувань і артобстрілів аеродромів загинули 5 і отримали поранення 15 офіцерів штабу, техніків і молодших авіаційних спеціалістів.

## Командування
- Симоненко, майор — з 19.06.38 р.
- Моісеєв Віктор Ілліч, майор — з 1941 р.
- Арістов Борис Романович, підполковник — до 29.07.41 р. (загинув).
- Чертов Сергій Іванович, майор, гвардії майор — з 30.07.41 по 1942 р.
- Голубов Анатолій Омелянович, гвардії майор, гвардії підполковник — з 11.42 по 14.01.45 р.
- Сибірин Семен Олексійович, гвардії майор — з 15.01.45 по 09.05.45 р.

## Герої полку
1. Баландін Володимир Олександрович — гвардії старший лейтенант, командир авіаційної ланки — Указ Президії Верховної Ради СРСР від 19 квітня 1945 року (посмертно).
2. Барсуков Василь Миколайович — гвардії капітан, командир ескадрильї — Указ Президії Верховної Ради СРСР від 19 квітня 1945 року.
3. Голубов Анатолій Омелянович — гвардії підполковник, командир полку — Указ Президії Верховної Ради СРСР від 29 червня 1945 року.
4. Даниленко Микола Микитович — гвардії капітан, заступник командира ескадрильї — Указ Президії Верховної Ради СРСР від 19 квітня 1945 року.
5. Пінчук Микола Григорович — гвардії капітан, командир ескадрильї — Указ Президії Верховної Ради СРСР від 19 квітня 1945 року.
6. Серьогін Василь Георгійович — гвардії майор, командир ескадрильї — Указ Президії Верховної Ради СРСР від 23 лютого 1948 року.
7. Сибірин Семен Олексійович — гвардії капітан, штурман полку — Указ Президії Верховної Ради СРСР від 1 липня 1944 року.
8. Стельмах Євген Михайлович — гвардії старший лейтенант, командир авіаційної ланки — Указ Президії Верховної Ради СРСР від 10 жовтня 1951 року (посмертно).